# Astragalus comosoides
Astragalus comosoides är en ärtväxtart som beskrevs av Chamberlain och Victoria Ann Matthews. Astragalus comosoides ingår i släktet vedlar, och familjen ärtväxter. Inga underarter finns listade i Catalogue of Life.